# Dorcoeax bituberosoides
Dorcoeax bituberosoides är en skalbaggsart som först beskrevs av Stefan von Breuning 1969.  Dorcoeax bituberosoides ingår i släktet Dorcoeax och familjen långhorningar. Inga underarter finns listade i Catalogue of Life.